# Consonantes conjuntas

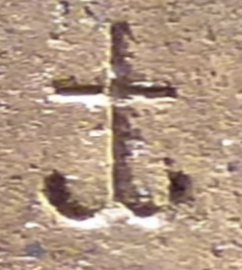
"Kya" (Ka+Ya) consonante conjunta en la escritura Brahmi, que consiste en unir verticalmente el trazo de las consonantes "Ka" y "Ya". Se usa en la ortografía de la palabra "Shakyamuni" para designar al Buda, Rummindei, pilar de Ashoka (circa 250 a. C.).

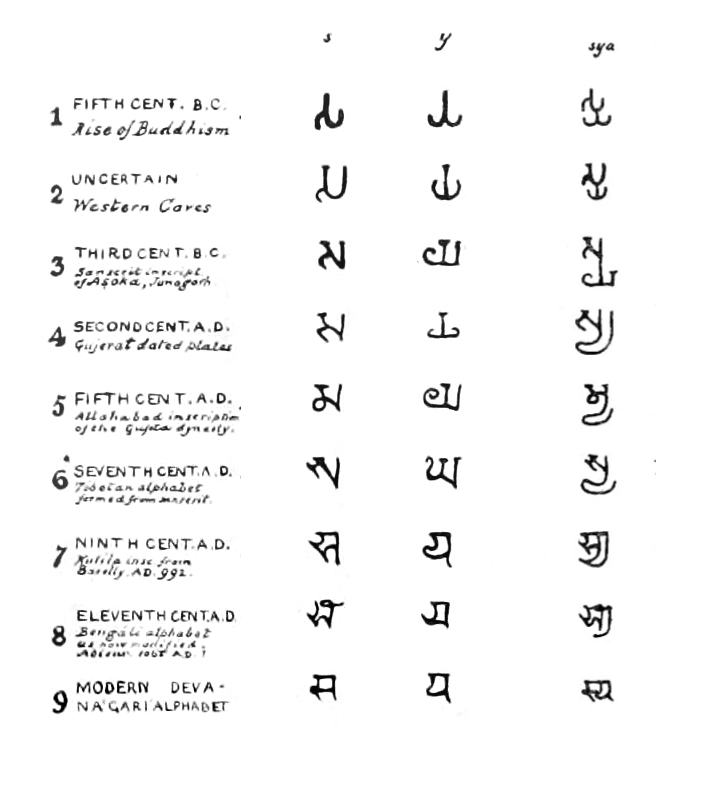
Evolución de la consonante conjunta "Sya" (Sa+Ya) en escrituras brahmánicas.

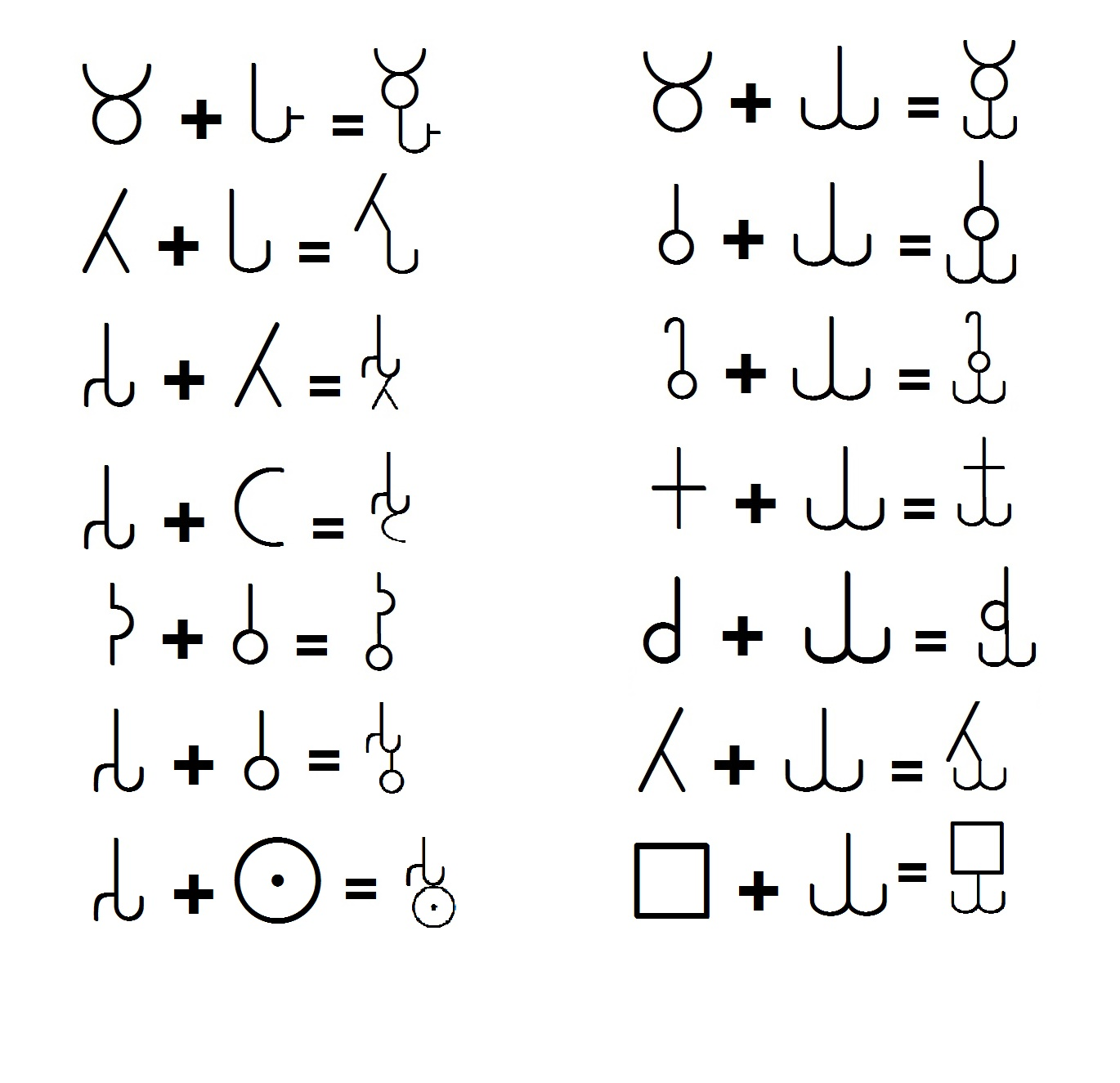
Algunas consonantes conjuntas importantes en la escritura Brahmi.

Una consonante conjunta es un tipo de letra (glifo o carácter a modo de ligadura), que se utilizan, por ejemplo, en Brahmi o escrituras modernas derivadas de los alfabetos bráhmicos (sistema de escritura), como balinés, bengalí, devanagari o gujarati, para escribir grupos de consonantes como /pr/ o /rv/. En la mayoría de ocasiones, las letras se forman usando una consonante simple con el valor inherente de la vocal "a" (como con "k", pronunciado "ka" en Brahmi), o combinando una consonante con una vocal en forma de diacrítico (como con "ki" en Brahmi); su uso (consonante conjunta) permite la creación de sonidos más sofisticados (como con "kya", formada con las consonantes k y yo  montado verticalmente). Los conjuntos se usan a menudo con palabras prestadas. Las palabras nativas generalmente usan la consonante básica y los hablantes nativos saben suprimir la vocal.
En el Devanagari (escritura abúgida bráhmica) moderno, los componentes de un conjunto se escriben de izquierda a derecha (dirección de la escritura) cuando es posible (cuando la primera consonante tiene una raíz vertical que se puede quitar a la derecha), mientras que en Brahmi los caracteres se unen verticalmente en su trazo hacia abajo.
Algunos ejemplos sencillos de consonantes conjuntas en Devanagari son: त + व = त्व (tva), ण + ढ = ण्ढ (ṇḍha), स + थ = स्थ (stha), donde el trazo vertical de la primera letra simplemente se pierde en la combinación. A veces, las consonantes conjuntas no se derivan claramente de las letras que forman sus componentes: la conjunción de kṣ es क्ष (क् + ष) y para jñ es ज्ञ (ज् + ञ).
Algunos ejemplos de consonantes conjuntas en gujarati son: પ + ઝ = પ્ઝ (pjha) (donde se pierde un trazo de la primera letra en la combinación), હ + ળ = હ્ળ (hḷa), જ + ભ = જ્ભ (jbha). A veces, las consonantes conjuntas no se derivan claramente de las letras que forman sus componentes: la conjunción de /śc/ es શ્ચ (શ્ + ચ) y para ñj es ઞ્જ (ઞ્ + જ) .
Las consonantes conjuntas también se usan en muchas otras escrituras, generalmente derivadas de la escritura Brahmi. En balinés (Aksara Bali y Hanacaraka), las consonantes conjuntas se llaman Haksara Wrehastra.